# Šnjegotina Velika
Šnjegotina Velika (szerbül: Шњеготина Велика), település Bosznia-Hercegovinában, a Bosanska Krajina keleti részén, Čelinac községben, a Szerb Köztársaságban. 

## Fekvése
A település Bosznia-Hercegovina északi részén, Banja Lukától légvonalban 28, közúton 45 km-re, községközpontjától légvonalban 17, közúton 31 km-re keletre, 230-520 méteres magasságban, a Velika Ukrina és a Šnjegotina-folyók összefolyásánál és a környező dombokon fekszik. 

## Népessége

### A település népessége
| Nemzetiségi csoport | Népesség 1991 | Népesség 2013 |
| ------------------- | ------------- | ------------- |
| Szerb               | 824           | 570           |
| Bosnyák             | 0             | 0             |
| Horvát              | 1             | 0             |
| Jugoszláv           | 6             | 0             |
| Egyéb               | 5             | 4             |
| Összesen            | 836           | 574           |

## Története
Šnjegotináról kevés 16. század előtti adat áll rendelkezésre. A lipljei és stupljei szerb kolostorok azok között a kolostorok között voltak, amelyeket már a 15. század végén említenek a történelmi források, azonban a 17. század végén az osztrák-török háborúk során ezek is elpusztultak. A 16. század elején ez a török-magyar határháborúk által pusztított vidék is török uralom alá került. Az új hatalom ösztönözte az eredetileg Hercegovinából származó vlachok (szerb szarvasmarhatenyésztők) bevándorlását. Az 1570-es kataszteri összeírás szerint a šnjegotinai vlachok a čečavai, brići és Belo-Bučje-i vlachok mellett egy olyan kenézséghez tartoztak, amelynek központja Trepčében, egy Tešanj melletti faluban volt található. A vlachok száma és jelentősége azonban egyre erősödött, így Šnjegotina hamarosan külön kenézséggé vált.
A térség 1878-ig tartozott az Oszmán Birodalomhoz, ekkor a berlini kongresszus határozata alapján az Osztrák-Magyar Monarchia része lett. Az osztrák-magyar közigazgatás idején megkezdődött a šnegotinai erdők intenzív kiaknázása. Az 1890-es években a trieszti Morpurgo és Parente cég a tölgyfa exportálása céljából megépítette a Klupa-Batinovo brdo (Lukavac folyó) gravitációs vasutat. 1913 közepén az osztrák-magyar hatóságok a Bosanski a. d. fafeldolgozásra (ma Hemijska industrija Destilacija a. d.) Teslićből irányította a Šnjegotina–Bistrica erdőterület fakitermelését. A vasutat Lukavac völgyén keresztül egészen Zelenikáig meghosszabbították.
A monarchia szétesésével 1918-ban előbb a Szerb-Horvát-Szlovén Királyság, majd 1929-től a Jugoszláv Királyság része. Az 1929-es törvény értelmében, amikor Bosznia-Hercegovinát négy banovinára, Drinskára, Vrbaskára, Zetskára és Primorskára osztották, a település a Vrbaska banovina része lett, amelynek székhelye Banja Luka volt. A vasutat 1927-ben elbontották, nyomvonalán 1933-ban kocsiút építése kezdődött meg. 1927-től 1934-ig Šnjegotina önálló község volt, de 1931-ben nem volt külön számba véve a településrészeinek lakossága. A pénzhiány és a kész bürokrácia befolyásolta a hatóságok döntését, hogy 1934-ben Šnjegotinát Teslić községhez csatolták. Jugoszlávia megszállása után a Független Horvát Állam (NDH) része lett. A második világháború alatt számos šnjegotinai ember halt meg a megszállás és az usztasa terror következtében, valamint a csetnikek és a partizánok közötti harcokban. A háború utáni években Šnjegotinában is vadásztak renegát csetnikekre. 1953-ban Velika, Srednja és Donja Šnjegotinát az újonnan megalakult Čelinac önkormányzatához csatolták. Ez a változás forgalmi okokból is adódott, mert abban az évben helyezték üzembe a Doboj–Banja Luka vasútvonalat, amely a három említett falut Čelinaccal és Banja Lukával kötötte össze. A daytoni békeszerződést követő területfelosztásnál a település Čelinac község részeként a Szerb Köztársaság területéhez került.